# L'Étoile du jour
L'Étoile du jour (Brasil: Estrela da Manhã ) é um filme francês de comédia dramática realizado em 2012 tendo por diretora Sophie Blondy e interpretado por Denis Lavant, Iggy Pop, Tchéky Karyo e Béatrice Dalle.

## Sinopse
Um circo, local onde artistas se apresentam, de pequeno porte, foi armado próximo ao litoral onde ventos frios sopram vindos do Mar do Norte, e ali naquele local possui um público realmente muito pequeno. A bailarina, cujo nome é Angele, vive um romance com Elliot, artista que neste mesmo pequeno circo vive um palhaço e acróbata que passa por crises de consciência. Tanto o casal quanto os demais artistas sofrem pelo caráter malvado de Heroy, o diretor do circo esquizofrênico. Com isto, apesar de os espetáculos proporcionarem alguma diversão, a situação entre os artistas fica a cada dia que passa mais tensa. O diretor, por sua vez, nutre um amor pela bailarina, e tudo faz para consumar os seus desejos.

## Elenco
- Denis Lavant : Elliot
- Iggy Pop : a Consciência
- Tchéky Karyo : Heroy
- Béatrice Dalle : Zohra
- Natacha Régnier : Angèle
- Bruno Putzulu : Zéphyr
- Laura Favali : Lilas